# Nordiidrocapsiato
Il nordiidrocapsiato è un capsinoide presente in piante del genere Capsicum.